# Андон Пиперевски
Андон (Антон) Христов Пиперевски е български предприемач, общественик и революционер, деец на Съюза на македонските емигрантски организации.

## Биография
Андон Пиперевски е роден през 1877 година в град Щип, тогава в Османската империя, днес в Северна Македония. Брат е на Тодор Пиперевски. Между 1897 и 1903 година участва в дейността на ВМОРО във Винишко заедно с Тодор Александров. Изселва се в България, където се замогва и от 1911 година участва в предприятието „Фабрика Савов - Пиперевски - Чилов“ в Костинброд за производство на туткал и химически торове. Преди смъртта си завещава големи средства за здравно-просветен фонд, който да се учреди след смъртта му на негово име. Всичките си акции от завода завещава на град Щип. 
Участва като делегат от Щипското благотворително братство в обединителния конгрес на Македонската федеративна организация и Съюза на македонските емигрантски организации от януари 1923 година.
През 1932 година влиза в ръководството на  Националния комитет на македонските братства. Умира през 1942 година в София.